# MC Béjaïa
MC Béjaïa – algierski klub futsalowy z siedzibą w mieście Bidżaja, obecnie występuje w najwyższej klasie Algierii.

## Sukcesy
- Mistrzostwo Algierii (2): 2017/18[1], 2018/19
- Puchar Algierii (2): 2016/17, 2017/18